# Legerkamp Waalsdorp

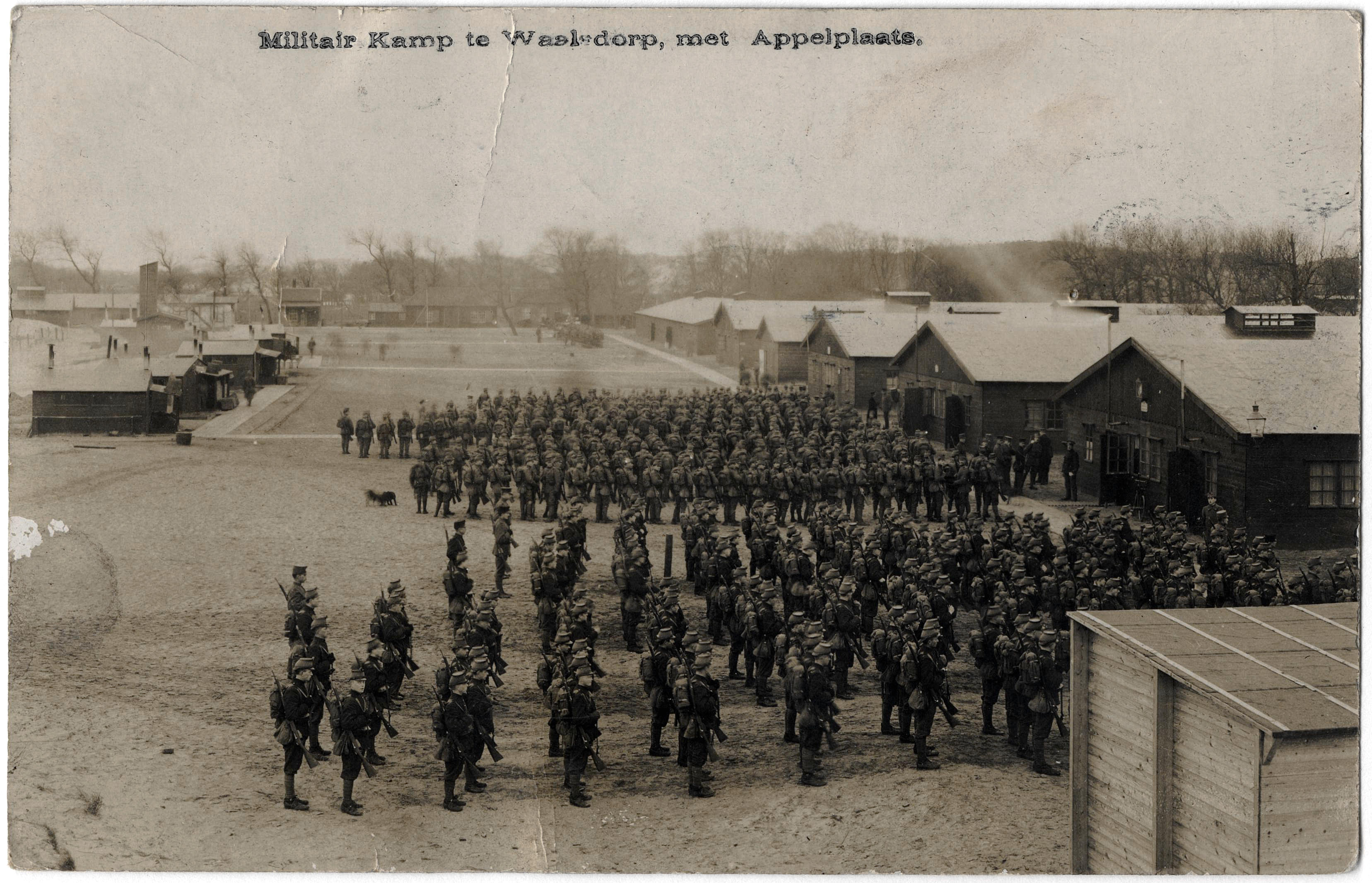
Legerkamp Waalsdorp, de appelplaats, circa 1916

Legerkamp Waalsdorp was een kazerne en militair oefenterrein in de duinen ten noorden van Den Haag, dat heeft bestaan vanaf de achttiende eeuw tot 1945. De oorlogsherdenkingsplaats Waalsdorpervlakte is gelegen op een deel van het voormalige oefenterrein.

## Geschiedenis
De naam Waalsdorp is sterk verbonden aan het in de zeventiende en achttiende eeuw op die plek gelegen landgoed met die naam, dat ook wel Waasdorp werd genoemd. De oorsprong van de naam staat niet vast, maar uit oude stukken blijkt al in de veertiende eeuw van het bestaan van het gebied Waalsdorp, toentertijd ook bekend als Walichsdorp, Walixdorp of Walincsdorp. In 1635 verhief stadhouder Frederik Hendrik van Oranje het landgoed tot hoge heerlijkheid. Het landhuis werd in 1786 tot de laatste steen afgebroken door haar toenmalige eigenaar, mr. Hendrik Fagel, griffier van de Staten-Generaal van de Nederlanden.

### Militair oefenterrein
Wanneer de Waalsdorpervlakte voor het eerst werd gebruikt voor militaire oefeningen, is onduidelijk. In het Nationaal Archief wordt een legerkaart bewaard uit 1777, waarop aangegeven staan “de ligging en grootte van het exercitieveld Waalsdorp van ouds genaamd het Oude Rijs”, waaruit blijkt dat daar ook vóór die datum legeroefeningen plaatsvonden. Overigens werd de naam Oude Rijs hier ten onrechte gelijkgesteld aan Waalsdorp, terwijl het ging om de namen van twee naast elkaar gelegen vlakten. In de achttiende eeuw stond er bij het oefenterrein nog geen kazerne. In die tijd ging het om exercitievelden en een retranchement ofwel verdedigingswerk. Op kaarten aangegeven als ravelijn. Vanwege het ontbreken van vaste verblijven op het terrein kreeg het de naam van legerkamp, welke gedurende het verdere bestaan verbonden zou blijven aan de naam Waalsdorp, ook nadat er in de negentiende eeuw diverse gebouwen werden gebouwd, waaronder loodsen, magazijnen en barakken. Zelfs verrees er een museum van het Garderegiment Grenadiers en Jagers, de belangrijkste gebruiker van Waalsdorp. In 1929 vierden de grenadiers en jagers op Waalsdorp hun eeuwfeest. Andere onderdelen van de krijgsmacht die op Waalsdorp oefenden, waren de Veldartillerie en het Korps Mariniers. Een deel van het militair oefenterrein bij de Waalsdorperweg, ligt sinds de negentiende eeuw op grondgebied van de gemeente Wassenaar.

### Eerste Wereldoorlog
Na het uitbreken van de Eerste Wereldoorlog in 1914 vond in Nederland een algehele mobilisatie van de strijdkrachten plaats. Om het tekort aan ruimte voor soldaten in de Haagse kazernes op te vangen, werd legerkamp Waalsdorp uitgebreid met een tentenkamp, waarin 3.500 Nederlandse militairen werden gehuisvest. Ook het aantal en de omvang van militaire oefeningen op Waalsdorp nam gedurende de oorlog drastisch toe.

### Tweede Wereldoorlog
Onder de groeiende dreiging van een Duitse aanval op Nederland, besloot het leger om Waalsdorp in te richten om te dienen als krijgsgevangenkamp voor circa 2.000 geïnterneerden. Door vertraging bij de opdrachtverstrekking en logistieke problemen bij de uitvoering zou het echter nooit zover komen. Op 10 mei 1940 werd om circa 04.00 uur 's morgens legerkamp Waalsdorp gebombardeerd door de Duitse luchtmacht. Hierbij werden 58 soldaten van het 1e Depot Infanterie in hun slaap gedood.
Tijdens de bezetting hebben de Duitsers de kazerne herbouwd om er manschappen van de Grüne Polizei in onder te brengen. Op de bijbehorende oefenterreinen, de Waalsdorpervlakte, zouden tijdens de bezetting meer dan 250 verzetsstrijders worden geëxecuteerd en anoniem begraven in ongemarkeerde graven, deels in massagraven. Na de oorlog kreeg dat gebied de status van oorlogsmonument.

### Onderzoek
Behalve oefeningen werden er ook wetenschappelijke onderzoeken gedaan op het terrein. In de negentiende eeuw werden er vindingen op het gebied van explosieven getest. In 1927 startte de Commissie voor Physische Strijdmiddelen een permanent laboratorium het Meetgebouw. Het Meetgebouw werd tijdens de oorlog opgenomen als Physisch Laboratorium in de centrale organisatie van de PTT (Binkhorst).

### Vanaf 1946
Na de Tweede Wereldoorlog was het gedaan met legerkamp Waalsdorp als kazerne. De functies werden deels overgeheveld naar de nabijgelegen Nieuwe  Alexanderkazerne. Tijdens de oorlogsjaren was het "Meetgebouw" van de Commissie voor Physische Strijdmiddelen ondergebracht als Physisch Laboratorium in de PTT organisatie. In 1946-1947 keerde dit laboratorium als het Physisch Laboratorium van de Rijksverdedigingsorganisatie TNO (RVO-TNO) terug op de vlakte. In 1969 werd een nieuw laboratoriumgebouw geopend tegelijk met een gebouw voor de NAVO, het Shape Technical Centre (STC), Later werd dit het NATO Communications and Information Agency (NCIA).  Tijdens de Koude Oorlog verrees op het terrein een radarstation als onderdeel van de NAVO luchtverdediging. De oefenterreinen in Uilenbosch en Musschenberg zijn onder de naam oefenterrein Vlakte van Waalsdorp tot de dag van vandaag in gebruik bij de Nederlandse strijdkrachten. De overige oefenterreinen, waaronder de Waalsdorpervlakte, maken in de 21ste eeuw deel uit van het Nationaal Park Hollandse Duinen.

## Galerij

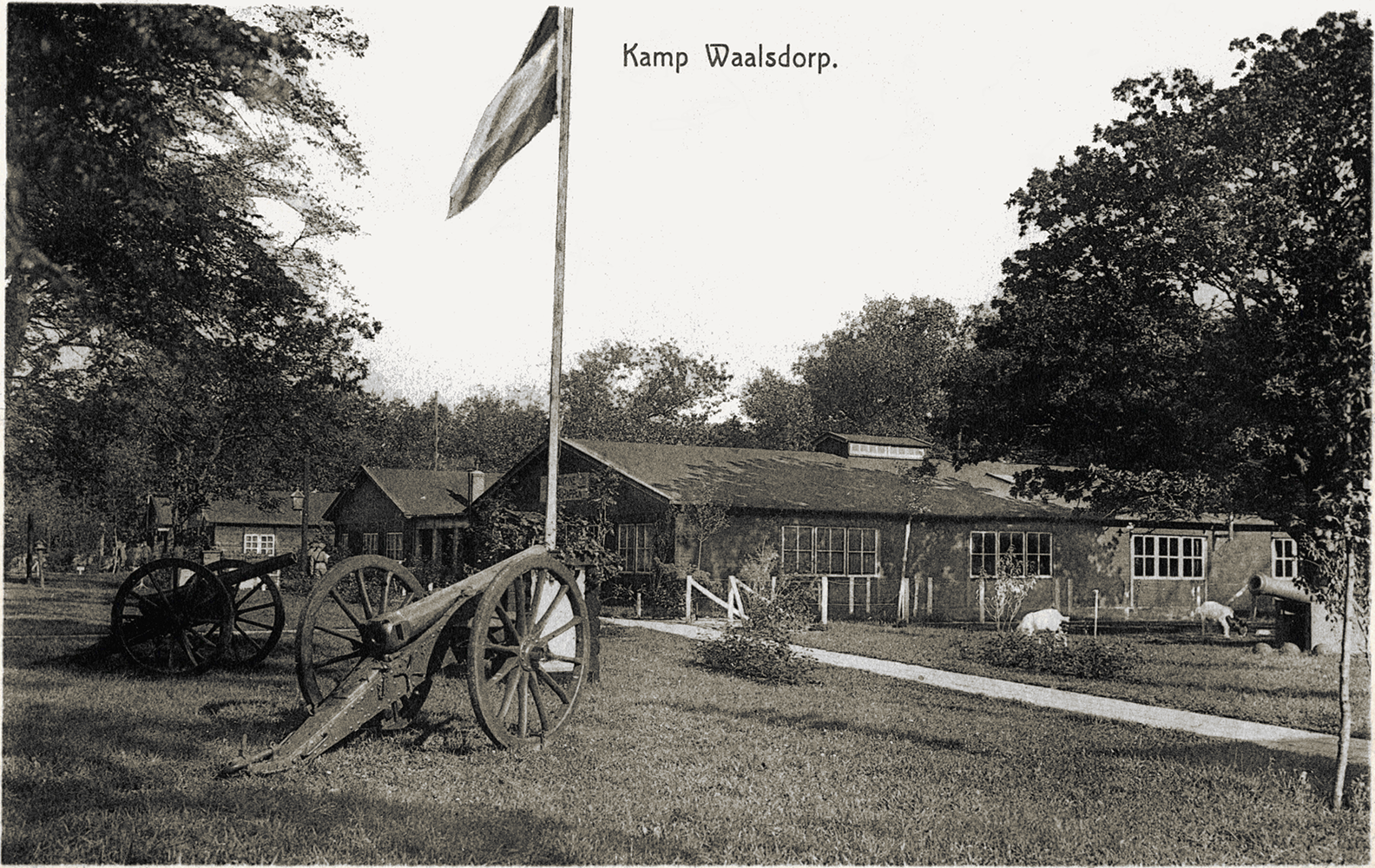
Legerkamp Waalsdorp, circa 1930
- Demonstratie van kogelvrij glas op Waalsdorp (Bioscoopjournaal uit 1932)
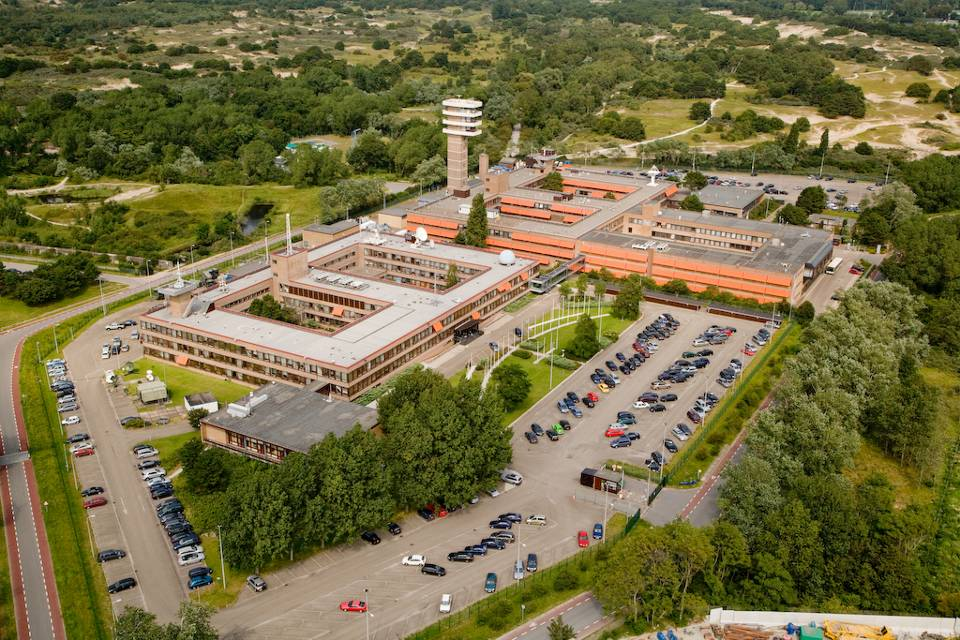
Het NAVO en TNO complex op Waalsdorp in 2015
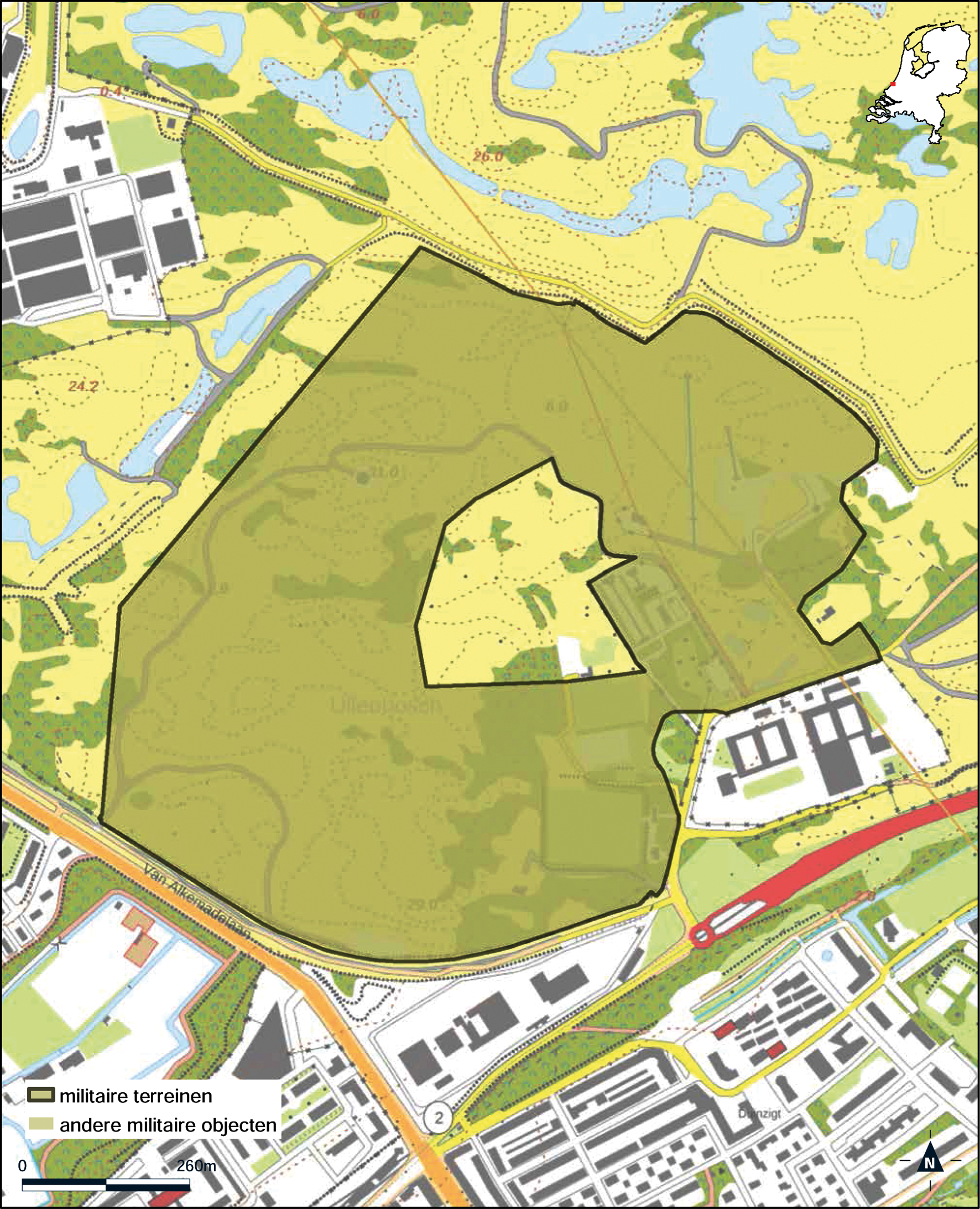
Kaart oefenterrein Vlakte van Waalsdorp in 2016